# Vollerwiek
Vollerwiek (dänisch: Follervig, friesisch: Folerwiik) ist eine Gemeinde im Kreis Nordfriesland in Schleswig-Holstein.

## Geografie

### Geografische Lage
Das Gemeindegebiet von Vollerwiek befindet sich im Südwesten der Halbinsel Eiderstedt. Es folgt, direkt nördlich angrenzend, den außendeichs gelegenen Wattflächen am Purrenstrom im Schleswig-Holsteinischen Wattenmeer. Die dem Gemeindebereich zugehörigen Ländereien werden durch den südwestlichsten Bereich der historisch kleinräumigeren Halbinsel Eiderstedt (auch Thynning genannt), dem Mühlenkoog und Alten Westerkoog gebildet.

### Gemeindegliederung
Neben dem namensgebenden Kirchdorf befinden sich auch die folgenden Ortsteile innerhalb des Gemeindegebiets:
- Altendeich
- Batterie
- Blocksberg
- Mühlendeich
- Mühlenkoog
- Spannbüllhörn
- Süderdeich
- Westerdeich

### Nachbargemeinden
An Vollerwiek grenzen wie folgt:
| Grothusenkoog | Welt                                        |         |
|               | Kompassrose, die auf Nachbargemeinden zeigt | Tönning |
|               |                                             |         |

## Geschichte
Die Vollerwieker Kirche St. Martin wurde 1113 von Garding aus gegründet, und sie ist ein überwiegend romanischer Backsteinbau mit umgebendem Friedhof. Ihr geschnitzter Klappaltar stammt etwa von 1460, die große Emporenkanzel von 1586/87. Die Nordempore schmückt ein Gemälde von 1613 mit alt- und neutestamentlichen Szenen. Des Weiteren sind Bauernmalerei-Gedenktafeln aus den Jahren von 1759 bis 1779 erhalten. Im 19. Jahrhundert erfolgte eine erhebliche Erweiterung nach Westen hin. Die Kirche wurde 1977 komplett renoviert.

## Politik

### Gemeindevertretung
Bei der Kommunalwahl 2023 errang die Wählergemeinschaft Vollerwiek (WGV) erneut alle neun Sitze in der Gemeindevertretung. Die Wahlbeteiligung betrug 68,3 Prozent.

### Bürgermeister
Für die Wahlperiode 2018–2023 wurde Hans-Jürgen Rosendahl (WGV) zum Bürgermeister gewählt.

## Wirtschaft

### Allgemeines
Das Gemeindegebiet ist überwiegend landwirtschaftlich geprägt. Eine andere wichtige Einnahmequelle ist der Tourismus.

### Verkehr
Das Gemeindegebiet befindet sich abseits des Fernstraßennetzes in Deutschland. Im Ostteil führt ein kurzes Stück der Landesstraße 305 auf der Strecke von Wöhrden (dort Abzweig von der Bundesstraße 203) nach St. Peter-Ording durch das Gemeindegebiet; ein Stück weiter nördlich die Bundesstraße 202 im Abschnitt Tönning über Garding ebenfalls nach St. Peter-Ording.
Der nächstgelegene Bahnhof befindet sich an der Bahnstrecke Husum–Bad St. Peter-Ording in Garding.

## Kultur und Sehenswürdigkeiten

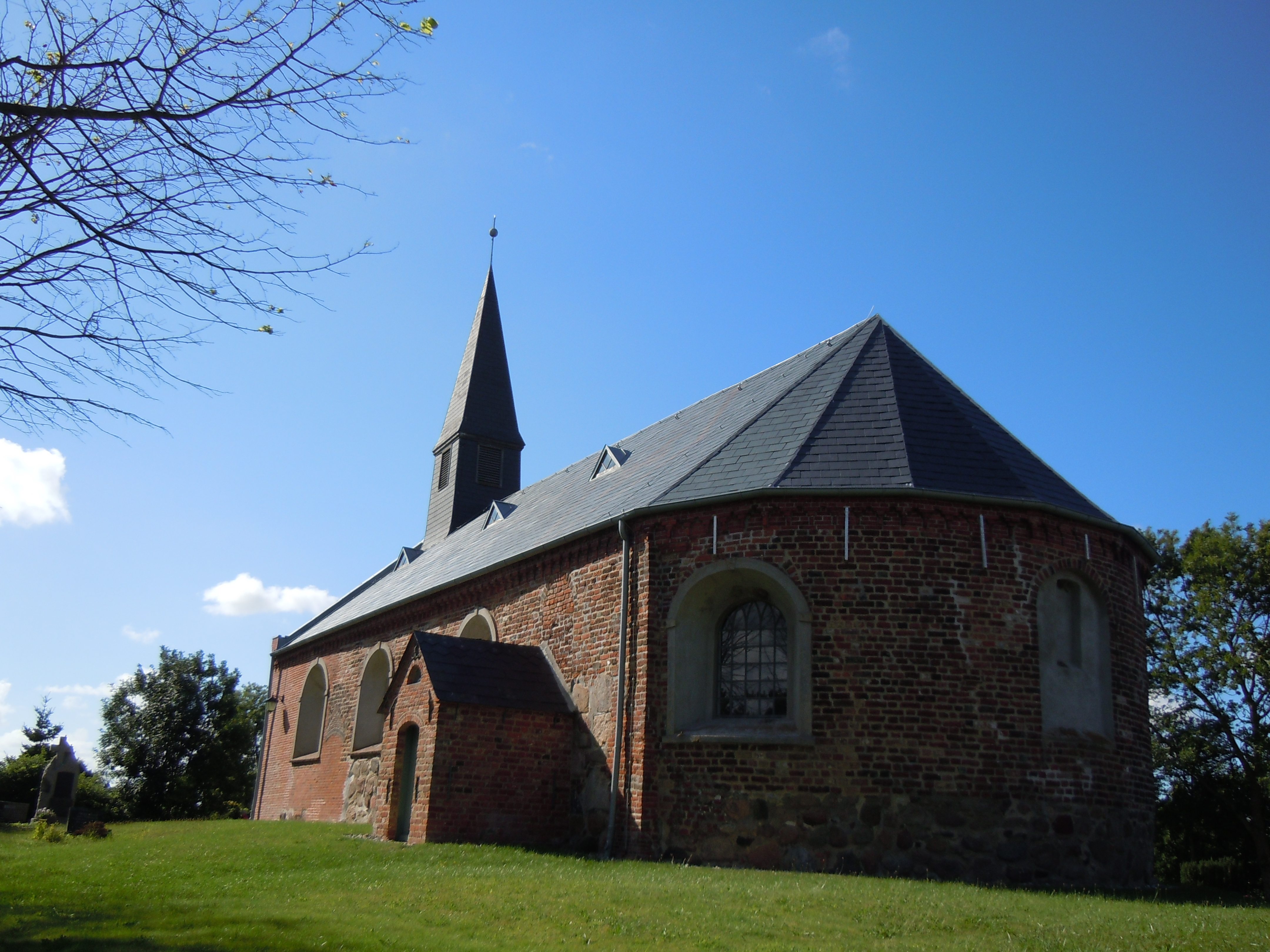
St. Martin
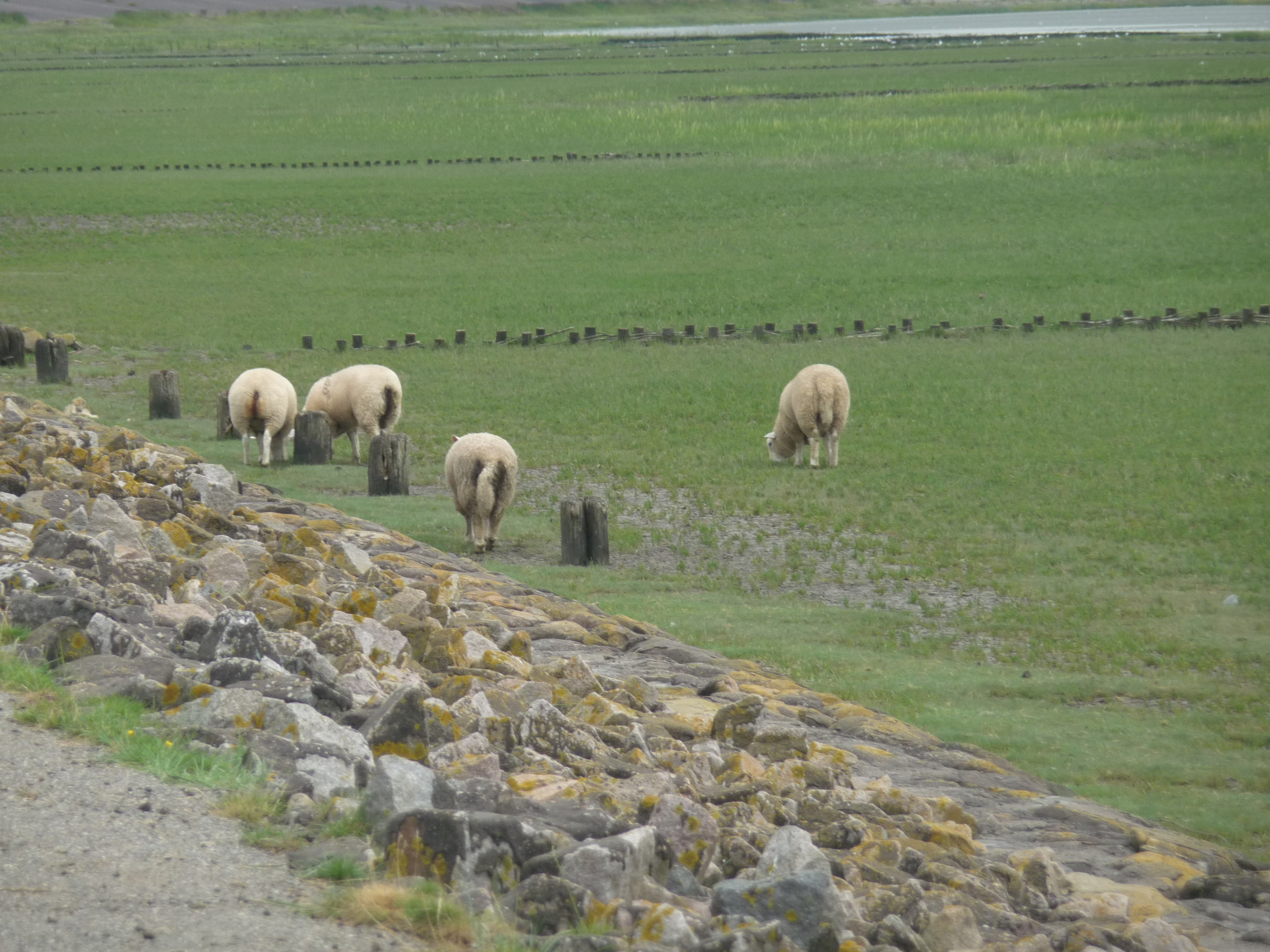
Schafe grasen bei Ebbe
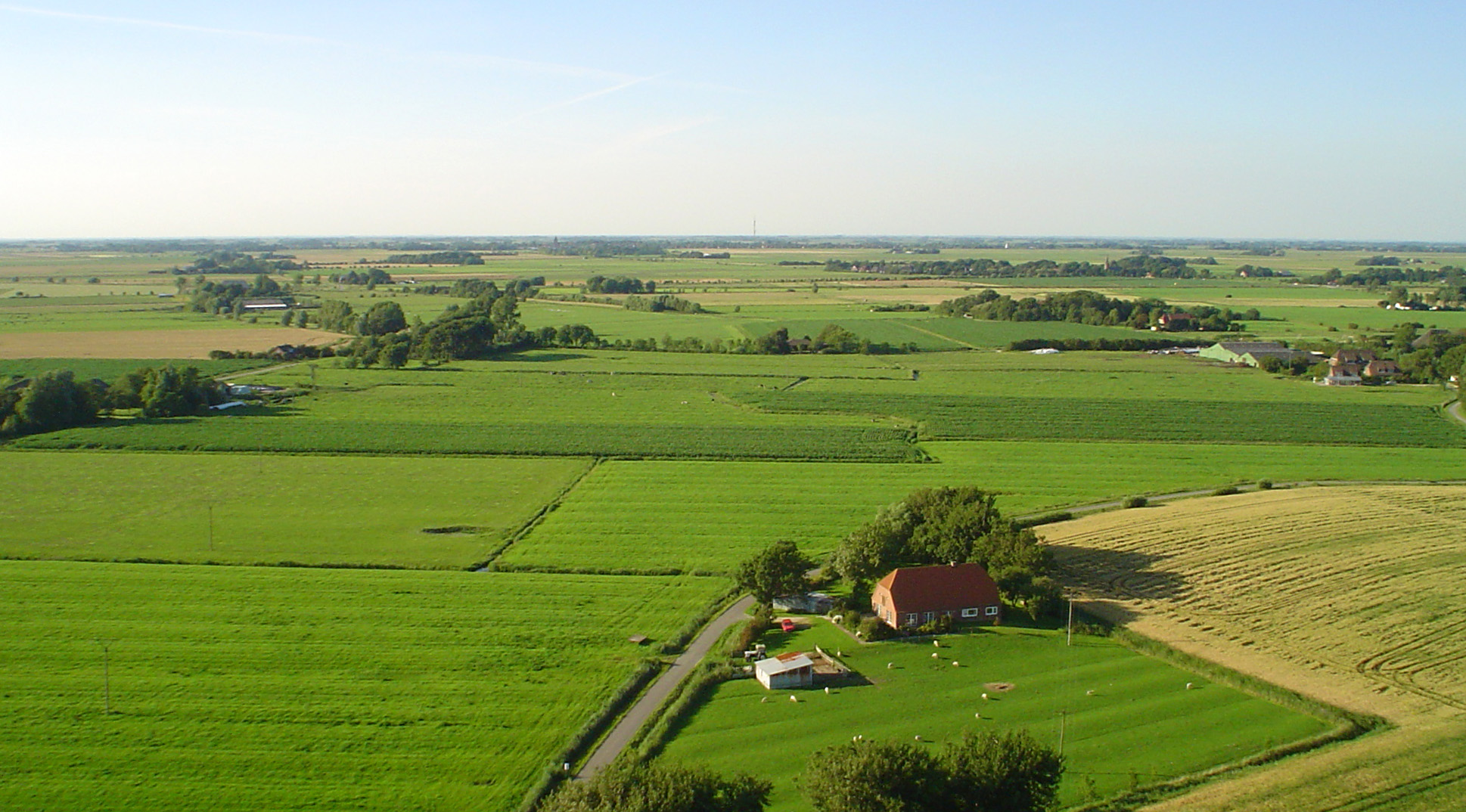
Bauernhöfe in Vollerwiek
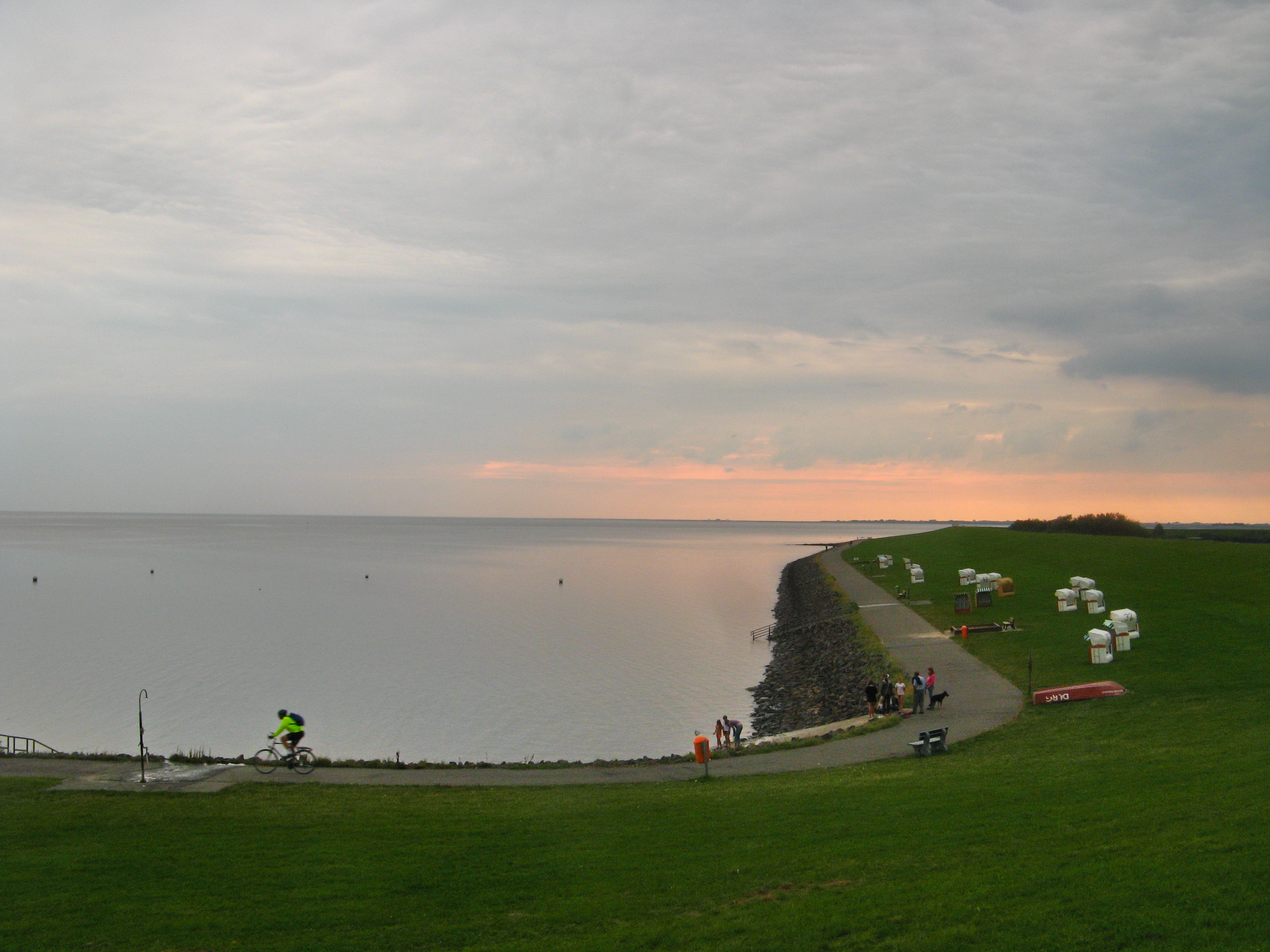
Badestelle Vollerwiek

## Persönlichkeiten
Ralf Meister (* 1962), Bischof der Evangelisch-Lutherischen Landeskirche Hannover, wurde in der St. Martinkirche getauft.